# Pabbay (Harris)
Pabbay (Schots-Gaelisch: Pabaigh) is een eiland ten noordnoordoosten van North Uist (North-Uibhist) en ten westen van het zuiden van Harris in de Buiten-Hebriden.
Pabbay ligt zo'n drie kilometer ten noordwesten van Berneray, waarvan het gescheiden wordt door de zeestraat Caolas Phabaigh. Eén kilometer ten noordwesten van Pabbay ligt Shillay. De hoogste top van het eiland is de Beinn a' Charnain, in het noordoosten, die 196 meter meet. Op het eiland stromen tien riviertjes, en er zijn een aantal kleine meertjes: centraal in het westen ligt het Loch Sheudail Mòr, en aan de zuidwestkust Loch na h-Easgainn. Het eiland is vrij rond van vorm, met een doorsnede van ongeveer tweeënhalve kilometer.
De zuidwestrand van het eiland is zeer rotsachtig; van de Os-kaap in het westen tot de Rubha Thaltois in het zuiden liggen voor de kust talloze kleine rotsen, waaronder de Cuidhnis-formatie. Nog drie kilometer verder in zee ligt ten zuidwesten van Pabbay nog het rotseilandje Spuir, waarnaar de zeestraat tussen hen in is genoemd, de Caolas Spuir. Daarentegen is de zuidoostkust van Pabbay erg zanderig; daar bevindt zich een strook duinen die een halve kilometer diep landinwaarts reikt.
De ruïnes Teampall Mhoire, in het zuiden, en de restanten van een toren in het zuidoosten herinneren aan menselijke bezetting, hoewel het eiland al sinds 1846 niet meer bewoond is. De plaatsnamen aan de oostkust maken echter overduidelijk dat hier een dorp moet zijn geweest: Rubh' a' Bhaile Fo Thuath („kaap van het dorp onder het noorden“), Tràigh Bhaile Fo Thuath („strand van het dorp onder het noorden“), Rubh' an t-Seana-chaisteil („kaap van het oude kasteel“) en Tràigh an t-Seana-chaisteil („strand van het oude kasteel“). „Het oude kasteel“ (Seana Chaisteil) verwijst naar de geruïneerde toren, een constructie zoals men er, verspreid over de kusten van Noord-Schotland, talloze aantreft.